# Prionyx erythrogaster
Prionyx erythrogaster là một loài côn trùng cánh màng trong họ Sphecidae, thuộc chi Prionyx. Loài này được Rohwer miêu tả khoa học đầu tiên năm 1913.